# Adolf Dasbach

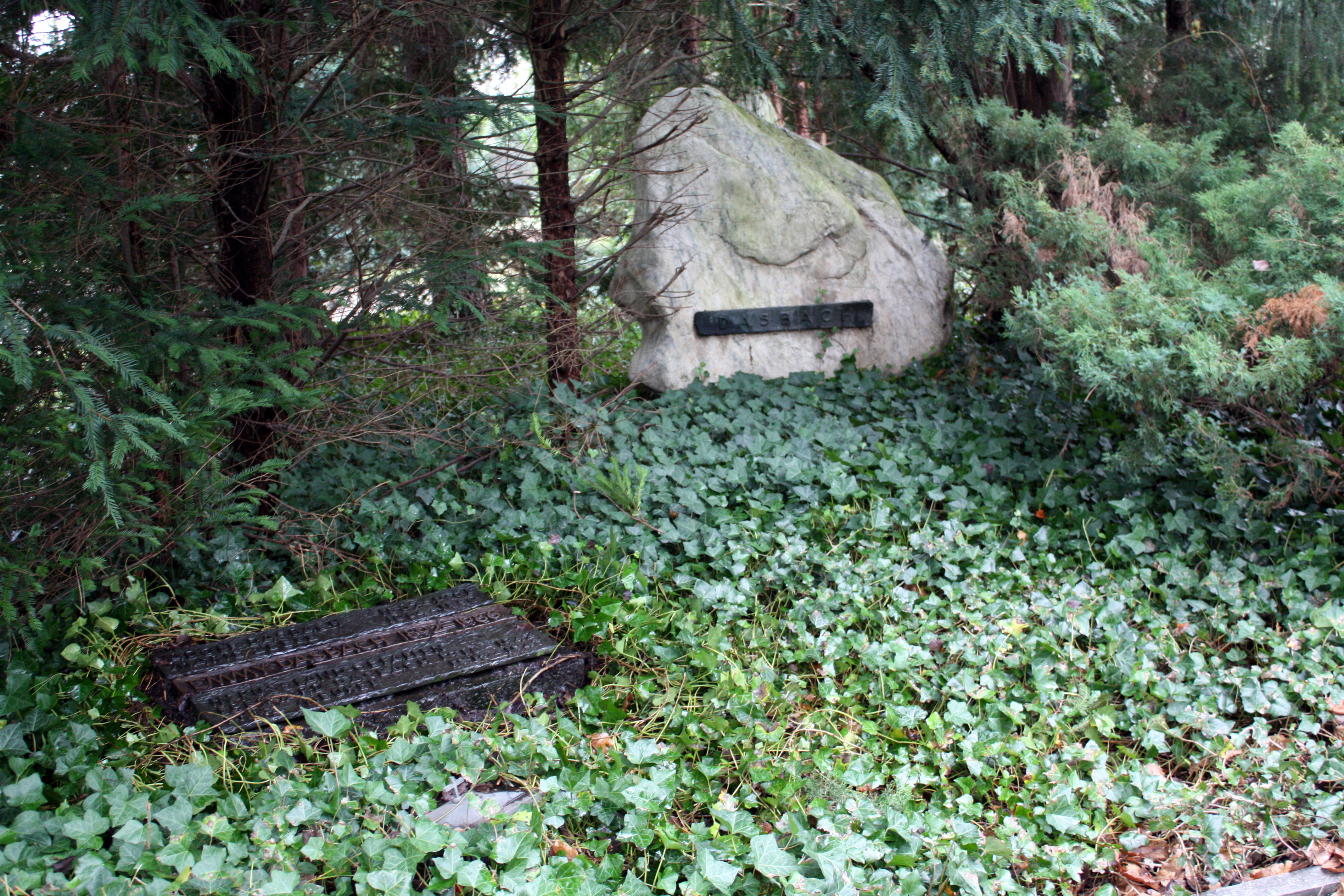
Familiengrab Dasbach auf dem Friedhof Alt-Hürth

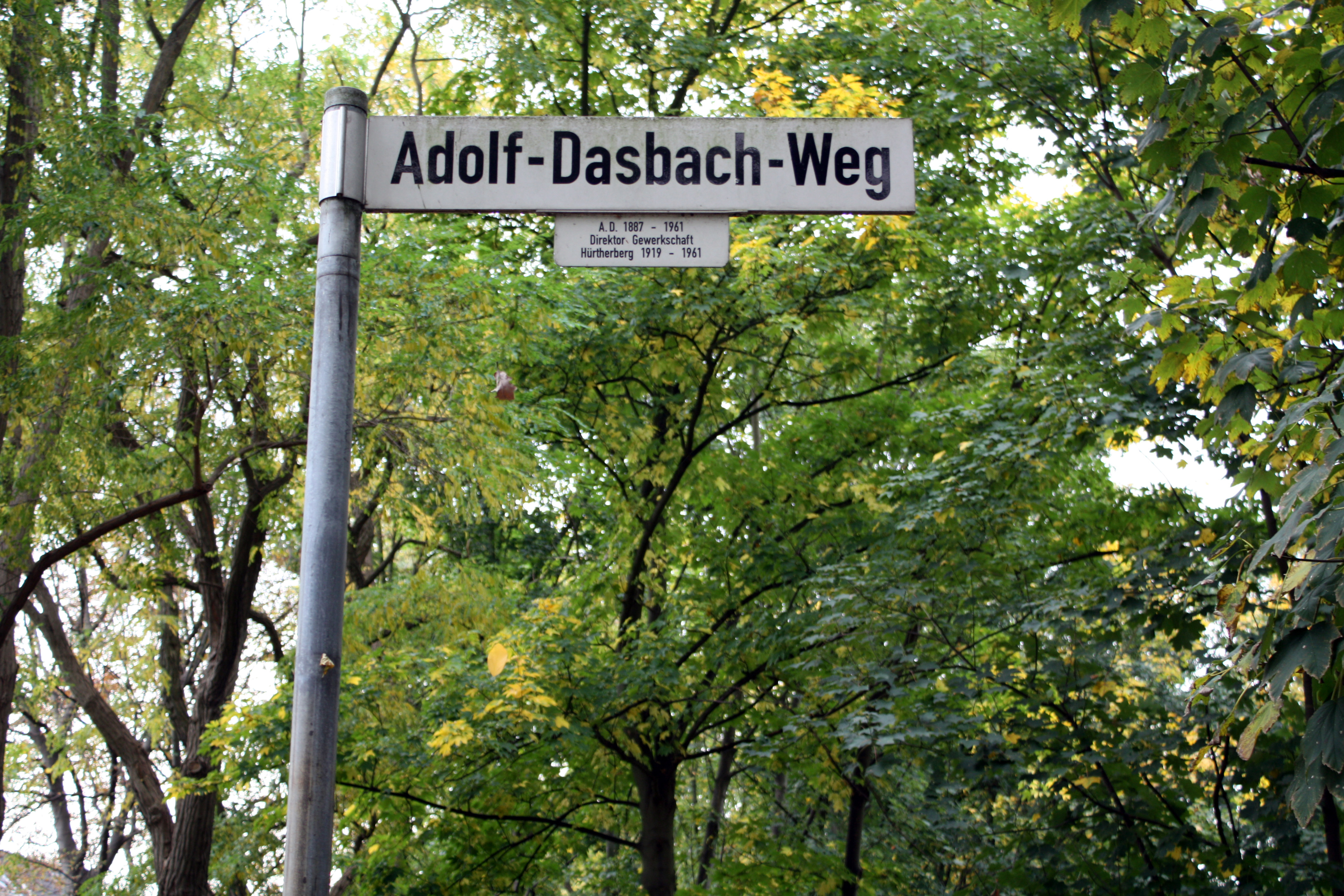
Gedenken an Adolf Dasbach

Adolf Dasbach (* 29. Mai 1887 in Brühl; † 30. Juli 1961) war ein deutscher Bergbau-Ingenieur bzw. -Manager, der als Leiter der Grube Hürtherberg in Hürth, Nordrhein-Westfalen, wirkte.

## Leben
Dasbach wurde als Sohn von Martin Dasbach, Bergbauinspektor der Grube Berggeist ab 1891 dann bei der Braunkohlegrube Donatus, in Brühl-Badorf geboren. Nach dem Besuch des Gymnasiums in Brühl studierte er Bergbau an den Bergakademien Clausthal und Berlin. Bald nach seinem Examen (1911) übernahm er nach Gruben im Brühler Raum (1911 Aufschluss der Grube Lukretia, 1915 Berggeist) ab 1. April 1919 die Position als Bergwerksdirektor der Gewerkschaft Hürtherberg in Hürth. Seine Fähigkeiten als Bergingenieur und seine Pioniertaten im Braunkohlenbergbau brachten ihm große Anerkennung ein.  Seine größten Leistungen erbrachte er als Pionier der Rekultivierung seiner ausgekohlten Gruben, lange bevor dies zur gesetzlichen Verpflichtung wurde.
In seiner Heimatstadt Hürth engagierte er sich in vielfältiger Weise im kirchlichen und kulturellen Bereich und als Hauptsponsor des Fußballvereins WSV Victoria Hermülheim. Ab 1924 saß er für viele Jahre in der Hürther Bürgermeistereiversammlung und später im Gemeinderat. Während dieser seiner politischen Laufbahn gehörte er zunächst der DVP, nach deren Selbstauflösung trat er zum 1. Mai 1933 der NSDAP bei (Mitgliedsnummer 2.128.900). Nach dem Zweiten Weltkrieg ließ er sich 1948 für die CDU wieder in den Gemeinderat wählen. 1952 schließlich war er Mitbegründer des Ortsverbands der FDP. Im Heimatverein, jetzt Heimat- und Kulturverein, war er seit der Gründung 1950, an der er maßgeblichen Anteil hatte, bis zu seinem Tode am 30. Juli 1961 Erster Vorsitzender.

## Ehrungen
Die Stadt Hürth ehrte ihn, indem sie eine Straße zum jetzigen Naherholungsgebiet Hürtherberg nach ihm benannte. Auch der durch Rekultivierung dort entstandene Weiher trägt ihn zu Ehren den Namen Adolf-Dasbach-Weiher.